# 농소면

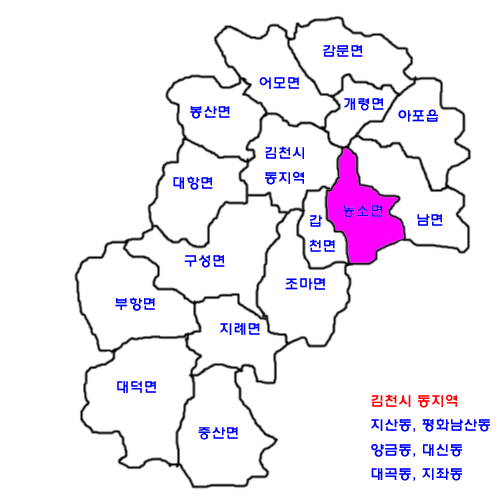
농소면의 위치

농소면(農所面)은 경상북도 김천시 동부에 위치한 면이다.

## 개요
백마산을 중심으로 고방사, 신흥사 등 유서 깊은 사찰과 율곡천이 돌아 흐르는 산자수명의 고장으로 인심이 온후하고 철마다 생산되는 과일로 넘처나는 풍요의 고장이다.

## 연혁
- 1914년 4월 1일 : 개령군 연명면, 농소면 통합 (김천군 농소면)

| 조선총독부령 제111호 |                                               |
| 구 행정구역          | 신 행정구역                                   |
| 개령군 농소면        | 농소면 덕곡동, 봉곡동, 신촌동, 용암동, 월곡동 |
| 개령군 연명면        | 농소면 노곡동, 연명동                         |
| 개령군 남면          | 농소면 입석동                                 |
- 1949년 8월 15일 : 금릉군 농소면 (김천읍이 시로 승격)
- 1983년 2월 15일 : 농소면 덕곡 1,2리가 김천시 지좌동으로 편입
- 1995년 1월 1일 : 김천시 금릉군 통합 (김천시 농소면)

## 행정 구역
| 법정리 | 행정리                             | 비고                   |
| ------ | ---------------------------------- | ---------------------- |
| 노곡리 | 노곡리                             |                        |
| 봉곡리 | 봉곡1리, 봉곡2리                   |                        |
| 신촌리 | 신촌리                             |                        |
| 연명리 | 연명리                             |                        |
| 용암리 | 용암1리, 용암2리                   |                        |
| 월곡리 | 월곡1리, 월곡2리, 월곡3리, 월곡4리 | 면 행정복지센터 소재지 |
| 입석리 | 입석리                             |                        |

## 주요 시설
- 농소농협
- 농소면사무소
- 농소면보건지소
- 농소초등학교
  - 봉곡분교 (폐교) : 농소면 벽봉로 1651 (봉곡리)
  - 연명분교 (폐교) : 농소면 연명리 219
- 농소우체국
- 농소치안센터